# Roman Acht
Roman Acht (Limburgo, 28 de julio de 1992) es un deportista alemán que compitió en remo. Ganó una medalla de plata en el Campeonato Mundial de Remo de 2015, en la prueba de cuatro scull ligero.

## Palmarés internacional
| Campeonato Mundial | Campeonato Mundial     | Campeonato Mundial | Campeonato Mundial  |
| Año                | Lugar                  | Medalla            | Prueba              |
| ------------------ | ---------------------- | ------------------ | ------------------- |
| 2015               | Aiguebelette (Francia) | Medalla de plata   | Cuatro scull ligero |